# Robert Aghion
Pour les articles homonymes, voir Aghion.
Robert Aghion (titre original : Robert Aghion) est une nouvelle d'Hermann Hesse écrite en 1912, publiée pour la première fois dans Die Schweiz à Zurich en janvier 1913. La première parution en français de ce texte date de 1977 aux éditions Calmann-Levy dans le recueil de nouvelles intitulé Berthold

## Résumé
Un riche marchand londonien, dont le frère avait fait fortune aux Indes, décide de faire une donation en vue d'aller répandre l'Évangile dans ce pays. L'annonce arrive dans un presbytère du comté de Lancaster, Robert, jeune théologien, y répond. Ce dernier est un jeune homme simple qui tire ses plus grandes joies de l'observation de la nature, en particulier des papillons. D'ailleurs, c'est surtout son goût pour la faune et la flore tropicales plutôt que l'idée de devenir missionnaire qui l'attire en Inde. Après plusieurs mois de voyage, il débarque au port de Bombay et se rend dans la maison de M. Bradley, un marchand, chez qui il doit résider. Il lui faut apprendre les coutumes locales, tant celles des autochtones, que celles des colons, se familiariser avec la langue, puis enfin avec la spiritualité hindoue. Oubliant peu à peu sa mission, il découvrira un pays qu'il ne voudra plus quitter.

## Analyse et commentaire
Robert Aghion raconte l'histoire d'un jeune homme étranger et solitaire dans une culture qui ne lui est pas familière. Ce texte évoque la séparation entre l'Orient et l'Occident et donne un aperçu de l'amour D'Hermann Hesse pour les cultures orientales, en particulier pour l'Inde. Cette œuvre préfigure Siddhartha publié dix ans plus tard.